# Tarnava Grande
Il Tarnàva Grande (Târnava Mare in rumeno) è un fiume con una lunghezza di 221 km che si unisce con il Târnava Piccolo presso la città di Blaj nel distretto di Alba formando il Tarnàva che poi andrà a gettarsi nel fiume Mureș. Attraversa le città di Mediaș (nel distretto di Sibiu), di Sighișoara (oggi città del distretto di Mureș ma che nel periodo tra la Prima e la seconda guerra mondiale era capoluogo del Distretto di Târnava Mare che oggi non esiste più) ed Odorheiu Secuiesc (distretto di Harghita).
Pochi chilometri prima di entrare nella città di Mediaș le sue acque formano il Lago Brateiu.

## Affluenti
Diversi sono gli affluenti del Târnava Mare:
Affluenti di sinistra: Chiuveș, Vărșag, șicasău, Izvoare, Deșag, Fembediu, Garon, Hodoș, Pârâul Mare, Var, Filiaș, Daia, șapartoc, Herteș, Valea Dracului, Pârâul Câinelui, Saeș, Criș, Laslea, Valchid, Biertan, Ațel, Valea Mare, Buzd, Moșna, Ighiș, Râul Târgului, Vorumloc, Vișa, Soroștin, Cenade, Spătac, Veza
Affluenti di destra: Tartod, Creanga Mică, Senced, Tifan, Bosnyak, Pârâul Sărat, Fehéres, Cireșeni, Beta, Râul Tăieturii, Pârâul Tulbure, Fâneața Îngustă, Feernic, Goagiu, Pârâul Stânei, Eliseni, Hetiur, Ernea, Giacăș, Șmig, Curciu, Păucea, Valea Lungă